# Alois Křejpský
Alois Křejpský (21. června 1901, Praha – 7. května 1945, Chodov u Prahy) byl český dělník a zřízenec, který padl v boji během Pražského povstání.

## Život

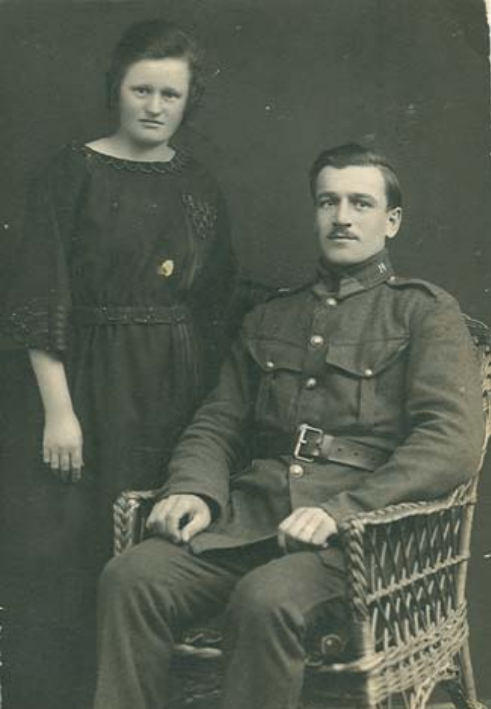
Alois Křejpský a jeho sestra Pavlína Křejpská

Alois Křejpský se narodil roku 1901 Pavlíně Křejpské, která však kvůli majetkovým poměrům zůstala svobodnou matkou – otec Josef Štěrba (1876–1944) si ji kvůli nátlaku svojí bohaté rodiny nemohl vzít. Rok po porodu Aloisova matka zemřela a on i jeho sestra Pavlína vyrůstali odděleně v dětských domovech – Alois Křejpský konkrétně u Sázavy. Až později Aloisova sestra zjistila, že má sourozence, a Aloise Křejpského vyhledala, když byl na vojně v Košicích – z té doby pochází jejich společná fotografie.
Alois Křejpský pak pracoval jako zřízenec hlavního města Prahy, měl na starosti údržbu chodníků a parků a byl popisován jako sympatický muž. S manželkou Františkou a čtyřmi dcerami – Pavlou, Věrou, Jiřinou a Růženou – žili v dřevěné boudě v zahrádkářské kolonii v Michli, posléze se přestěhovali na Háje. Následně se k nim nastěhoval i Aloisův otec Josef Štěrba, tou dobou již hluchý, zemřel v roce 1944.
V noci ze 6. na 7. května 1945 se Alois Křejpský společně s dalšími chodovskými muži vydal zastavit německé vojáky, kteří postupovali po silnici od Kateřinek. Jelikož se ale domů nevrátil, šla jej hledat manželka a našla jej mrtvého v jetelovém poli. Chodovští občané vystrojili Křejpskému i dalším padlým 11. května velký pohřeb, padlí byli následně pohřbeni do společného hrobu v polích u Opatova, na místě, kde byl plánovaný vznik Chodovského hřbitova.

## Ocenění a vyznamenání

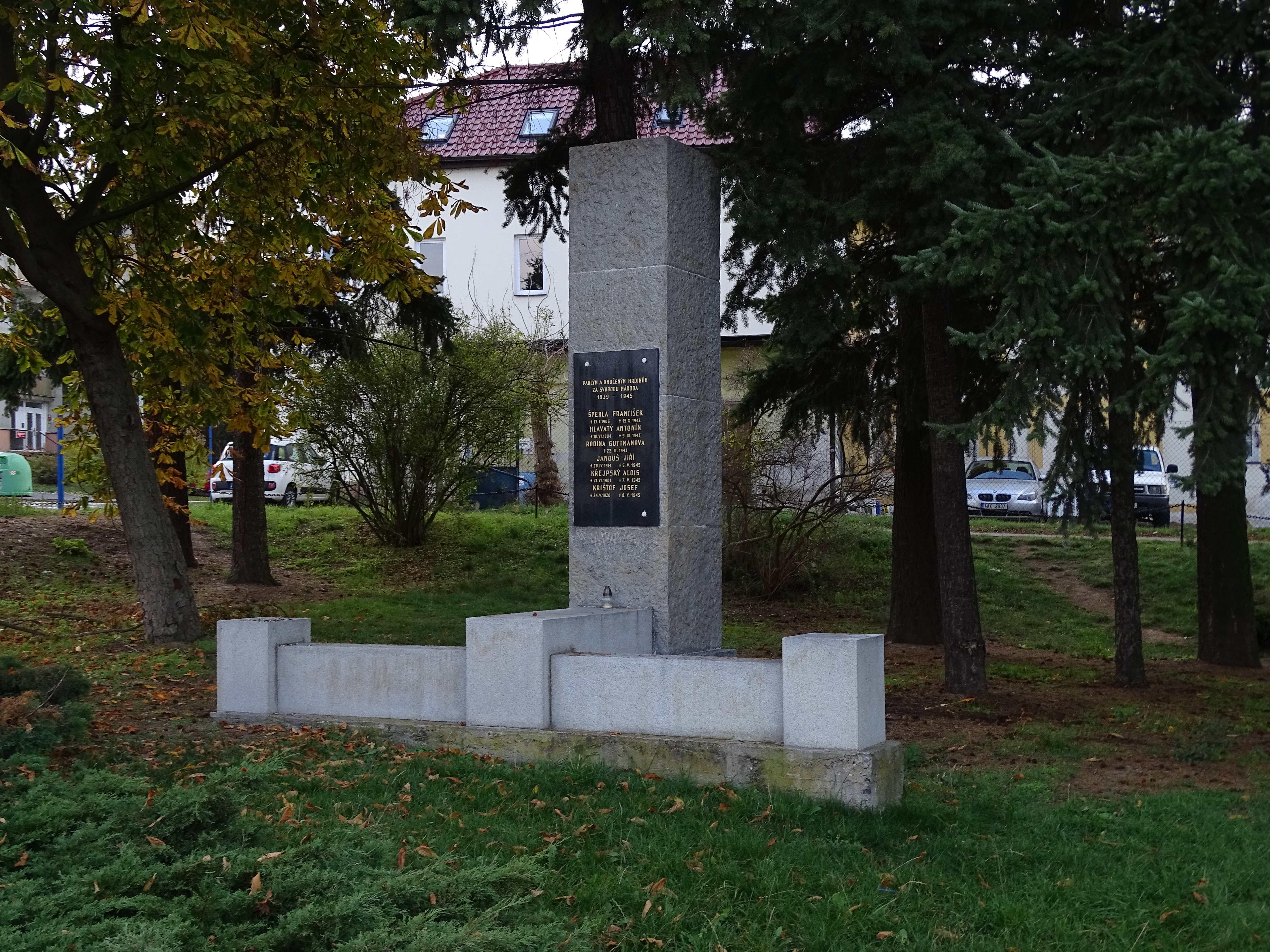
Pomník padlým na rohu ulic Květnového vítězství a Výstavní

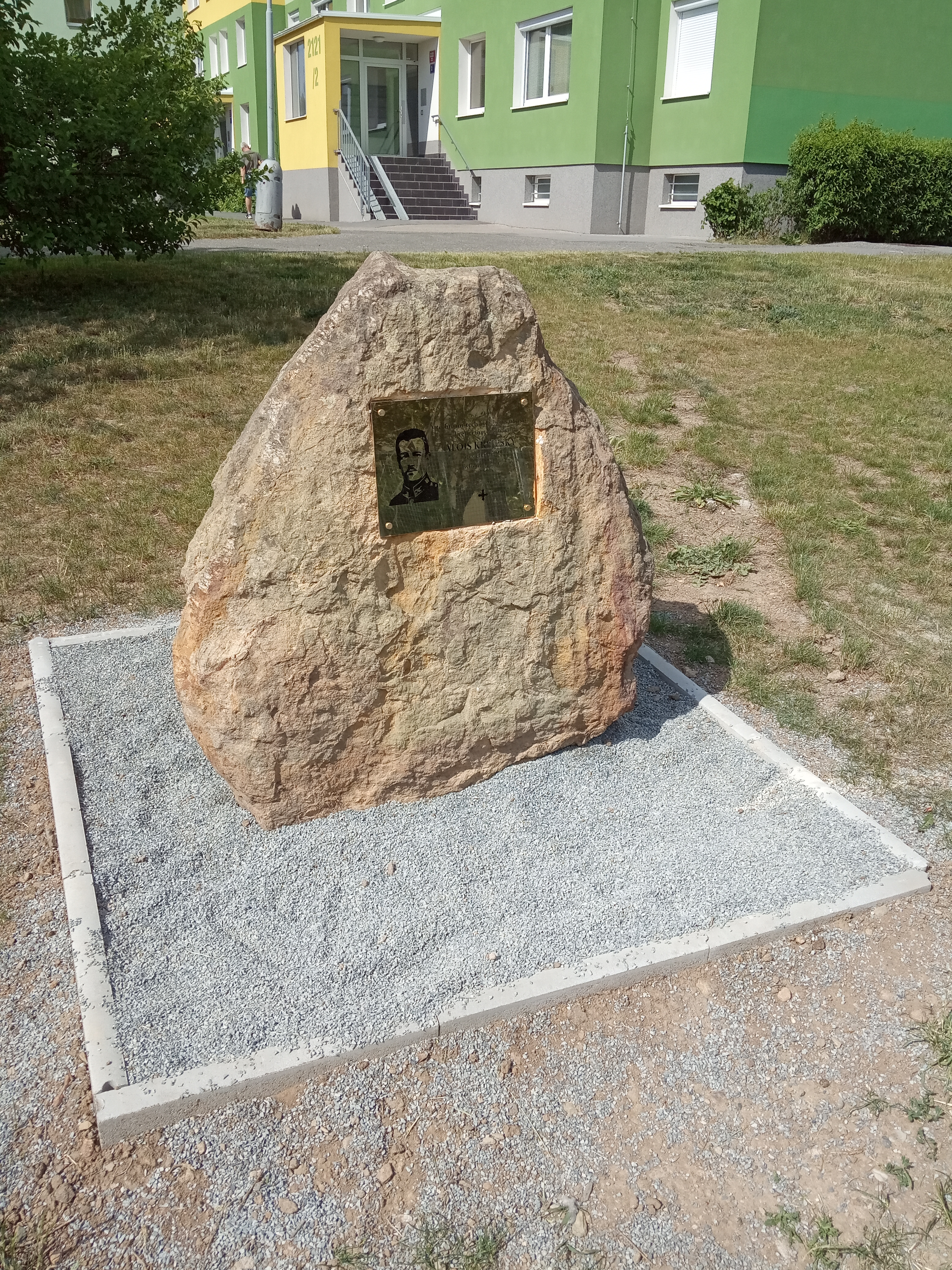
Pomník Aloise Křejpského v Ženíškově ulici

Za statečnost byl in memoriam vyznamenán Československým válečným křížem 1939.
V roce 1978 byla na sídlišti Jižní Město po Křejpském – v místě, kde padl – pojmenována nově vzniklá ulice.
Křejpského jméno je uvedeno na pomníku obětí 2. světové války na rohu ulic Květnového vítězství a Výstavní v Praze-Hájích.